# Iazata
Iazata (em avéstico: 𐬫𐬀𐬰𐬀𐬙𐬀; romaniz.: yazata) é a palavra avéstica para um conceito zoroastrista com uma ampla gama de significados, mas geralmente significando (ou usado como um epíteto de) uma divindade. O termo significa literalmente "digno de adoração ou veneração", e é, portanto, neste sentido mais geral, também aplicado a certas plantas curativas, criaturas primordiais, os fravaxis dos mortos e a certas orações que são elas próprias consideradas sagradas. Os iazatas coletivamente são "os bons poderes sob Aúra-Masda", que é "o maior dos iazatas".
Os Gatas invocam coletivamente os iazatas sem fornecer uma pista sobre quais entidades estão sendo invocadas e — dada a estrutura e a linguagem dos hinos — geralmente não é possível determinar se são conceitos abstratos ou são entidades manifestas. Entre os iazatas menores sendo invocados pelo nome pelo poeta dos Gatas estão Seraoxa, Axi, Atar, Gueuxe Taxã, Gueuxe Urvã, Tusnamaiti e Iza, e todos os quais "ganham menção em seus hinos, ao que parece, por causa de sua estreita associação com rituais de sacrifício e adoração".